# خوشحالی

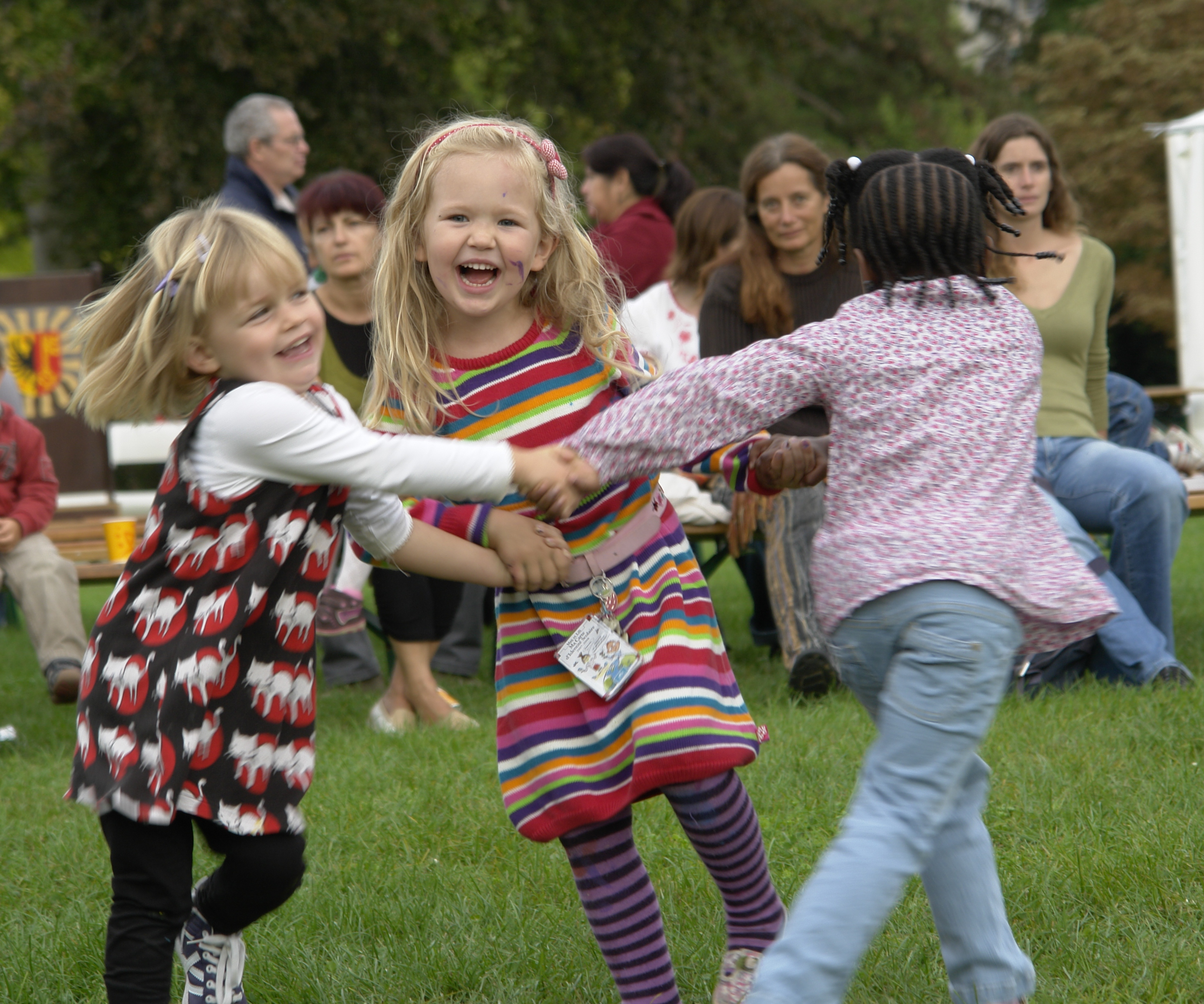
کودکان شاد در حال بازی در ژنو، سوئیس

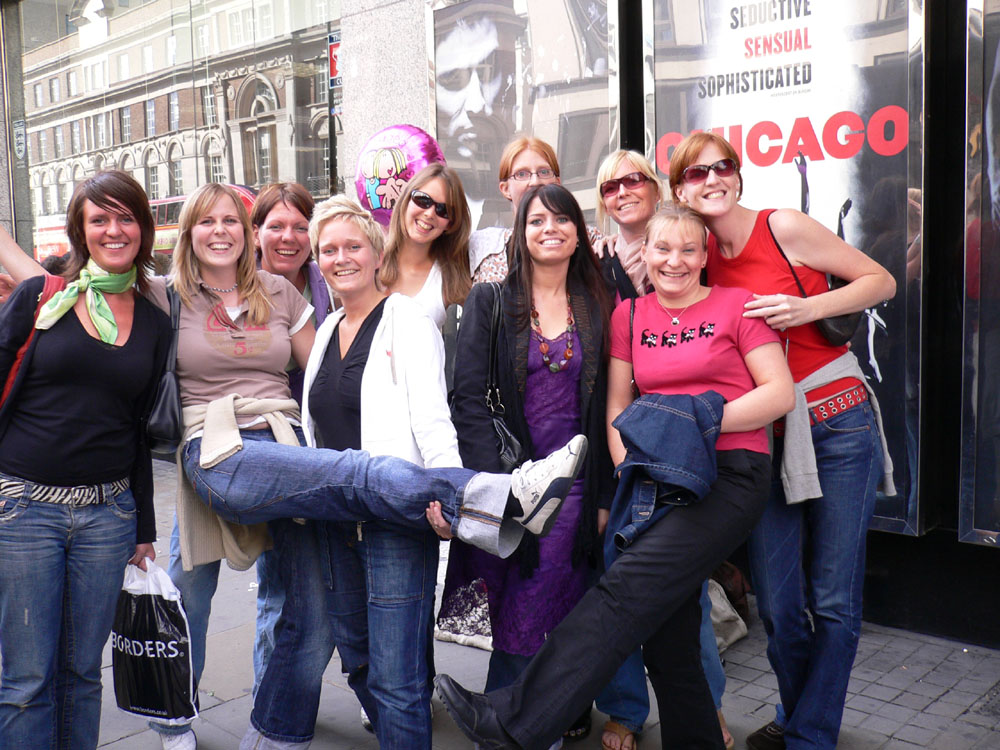
چند زن شاد در نیویورک

نام‌آشناترین نماد خوشحالی یا خرسندی

شادمانی، خوشحالی یا خرسندی (به انگلیسی: Happiness) یک حالت روانی است که در آن فرد احساس عشق، سرور، خوشبختی یا شاد بودن می‌کند. به فردی که دارای چنین حالتی باشد شاد، شادمان، خرسند یا خوشحال (به انگلیسی: Happy) گفته می‌شود. مسائل مختلفی مانند مسائل زیستی، روان‌شناختی یا دینی برای تعریف و دلیل خرسندی آورده شده است.
پژوهش‌ها نشان داده است که شادی رابطه‌ای مستقیمی با مسائلی همچون پیوندها و تعامل‌های اجتماعی، وضعیت فرد از نظر داشتن شریک زندگی، کار، درآمد و حتی نزدیکی به انسان‌های شاد دارد. افرادی که در جشن‌ها، دیدارها و محفل‌ها شرکت می‌کنند، از میزان شادی بیشتری برخوردار هستند. افراد زیادی شادی و خوشحالی را برابر با احساس خوشبختی و سربلندی می‌دانند.

## سبب شادی
بنابر برخی داده‌های موجود که بر اساس دیدگاه مردم گردآوری شده‌اند؛ ایرانیان با جشن گرفتن، بودن در کنار خانواده، رفتن به مسافرت و پارک، داشتن امکانات اجتماعی، پیروزی بر دیگران، ثروتمند بودن و سلامتی احساس شادی می‌کنند. پژوهش‌ها نشان می‌دهند مدیتیشن یا مراقبه در کنار تأثیرهای مثبت روان‌شناختی، موجب احساس عمیق شادی در انسان می‌شود.

## فواید
دانشمندان دریافته‌اند که شادی و خوشحالی سبب تقویت سیستم دفاعی بدن و همچنین سیستم عصبی انسان می‌شود.

## تحقیقات
طبق گزارش موسسه گالوپ، ایران با در نظر گرفتن میانگین سال‌های ۲۰۲۰ الی ۲۰۲۲، با امتیاز ۴٫۸۷۶ در جایگاه ۱۰۱م شاخص شادی از بین ۱۳۷ کشور قرار دارد. به‌طور کلی، شاخص شادی در ایران در پایان سال ۲۰۲۲، نسبت به سال ۲۰۰۵ نزولی بوده است و کمترین میزان شادی در این بازه زمانی سال ۲۰۱۸ می‌باشد که همزمان با موج جدید تحریم‌های آمریکا و مشکلات اقتصادی می‌باشد.

## شادی در دین‌ها

### آیین زرتشتی
در آیین زرتشت شادی کردن و عبادت خداوند هم‌معنی شمرده می‌شوند. واژه یشت یا یزشن که ریشه واژه جشن است به معنای ستایش و نیایش خداوند است. طبق گفته مورخان، ایرانیان باستان شادترین مردم در جهان بوده‌اند که به شاد بودن و شاد زیستن بسیار علاقه داشته‌اند و از سبز شدن گل و گیاه گرفته تا بارش برف و باران و برداشت محصول را جشن می‌گرفتند. همچنین زرتشت شادی را بارها و بارها به پیروان خود سفارش کرده است، به طوری که گفته شد هر کس شاد زندگی نکند، در زندگی از خوشبختی دنیوی و مینوی برخوردار نخواهد شد.
آیین زرتشت با نزدیک به چهل جشن در سال شادترین دین جهان به‌شمار می‌رود.
برخی از جشن‌های زرتشتیان عبارت اند از:
فروردینگان، زایش زرتشت، سیزده بدر، سدره پوشی، نوروز، مهرگان، شب چله، شش جشن گاهنبار، اردیبهشتگان، خوردادگان، جشن سده، تیرگان، شهریورگان، آبانگان، آذرگان، دیگان، بهمنگان، سپندارمذگان، جشن نوسره، چهارشنبه‌سوری (جشن آخر پنجه)، جشن هیرومبا، روز کوروش بزرگ، زادروز داراب، جشن پیرسبز، پارس بانو، نارستانه، قلعه اسدان، پیر هریشت، پیر نارکی، جشن انار و …
همچنین دین زرتشتی تنها دین در جهان است که برای مردگان نیز جشن‌هایی با نام گاهنبار برگزار می‌کند و در سر تا سر این دین هیچ‌گونه عزاداری وجود ندارد و زرتشتیان حتی در مراسم خاکسپاری نیز عزاداری و شیون نمی‌کنند.
همچنین کتیبه‌های شاهان هخامنشی با این عنوان شروع می‌شوند: (خدای بزرگ است اهورامزدا، که این زمین را آفرید و آن آسمان را و مردم را آفرید و شادی را برای مردم …)
در ایران باستان همه جشن‌ها با شکوه خاصی برگزار می‌شدند و شاهان روزهای جشن به سوی آتشکده‌ها رفته و با نواختن موسیقی به شادی و پایکوبی می‌پرداخته‌اند. همچنین این ایام استراحتی نیز برای کارمندان و کشاورزان و … تلقی می‌شد.
پس از حمله مسلمانان به ایران برگزاری همه این جشن‌ها تقریباً از میان رفت و متأسفانه تا به امروز به‌جز معدودی از زرتشتیان دیگر کسی آن‌ها را جشن نمی‌گیرد و بیشتر آنها به فراموشی سپرده شده‌اند.

### آیین بودایی
شادی موضوعی اصلی در تعالیم بودایی است.

### آیین یهودیت
شادی (عبری: שמחה) در یهودیت یک عنصر مهم در خدمت به خداوند است. آیه کتاب مقدس «پروردگار را با خوشحالی پرستش می‌کند» شادی را در خدمت به خدا تأکید می‌کند.

### آیین اسلام شیعه
شادی، فرح و سرور در آیات قرآن کتاب مقدس مسلمانان و روایات شیعه در هر دو مورد مثبت و منفی آمده است. گاهی خوشحالان و شادی کنندگان ظالم را از محبت خدا خارج می‌داند، و گاهی بر خلاف آن، مردم را به سرور و شادی امر می‌کند. گاهی شادی صفتی برای قارون و جهنمیان، و گاهی صفتی برای شهدا و بهشتیان به حساب آمده است.
برای مثال، شادی که باعث تمسخر شود، شادیِ بد به‌شمار می‌رود و حرام است. برخی روایت‌ها نیز به نتیجه شادی اشاره می‌کند و می‌آورد: «شخصی که باعث سرور مؤمن شود، دین و قرض او را ادا کند، طعامی به او دهد، ناراحتی‌اش را بزداید، و … در واقع خدا و رسول او را شاد کرده است.»
معنای شادی در قرآن در قالب الفاظ «فَرح» و «سُرور» و «نَضرَه» حدود ۲۸ بار بکار رفته است. فرح در لغت مخالف حزن و اندوه، و همان شادی روح است که ناشی از رسیدن به مطلوب است. گاهی هم فرح به معنی خوشحالی کاذب یا توهم خوشحالی به کار می‌رود.
معیار تشخیص و تمایز شادی پسندیده از شادی ناپسند، چنین معرفی شده که هرگاه «فَرح» با یک قیدی ذکر شود، شادی پسندیده و مطلوب است. (مانند: سوره آل عمران، آیه ۱۷۰ و سوره یونس، آیه ۵۸) و هرگاه بدون قید ذکر شود، شادی ناپسند مراد است.
البته اگر احساس شادی و شاد بودن، غیرارادی باشد، که هرچند دلیلِ آن ارادی است، اما به این خاطر که خودِ این احساس، بدون قصد برای انسان به وجود می‌آید، جزء اصل «مالایطیقون شده»، و زیرمجموعه حدیث رفع قرار می‌گیرد. و از جمله: «به وسوسه در آفرینش اندیشیدن»، و «رشک ورزیدن تا زمانی که بر زبان یا دست جاری نشود»، می‌شود که غیرارادی هستند؛ و در فقه اسلامی حرام و ممنوع نمی‌باشند. پس شادی می‌تواند احکام مختلفی داشته باشد.